# Formula–E Punta del Este nagydíj
A Formula–E Punta del Este nagydíja a Formula–E egy korábbi versenye, melyet 2014 és 2015-ben, valamint 2018-ban rendeztek meg.

## Története
2014-ben megrendezett versenyen Jean-Éric Vergne szerezte meg az első rajtkockát. Piquet remekül kapta el a rajtot és átvette az első helyet Vergne-től, aki kicsit kipörgette a kerekeket. Sébastien Buemi megnyerte a futamot, Nelson Piquet a második, Di Grassi a harmadik helyen ért célba. A következő szezon harmadik fordulóját Uruguayban rendezték meg és Jérôme d’Ambrosio indulhatott a pole-pozícióból, pályafutása során először a sorozatban. A versenyt a svájci Buemi nyerte meg, majd őt követte di Grassi és a pole-ból induló d’Ambrosio. A 2017–18-as idényben tért vissza a sorozatba a versenypálya és Jean-Éric Vergne szerezte meg az első rajtkockát. A futamot a francia versenyző nyerte meg, a második di Grassi és a harmadik helyen Sam Bird végzett.

## Eredmények
| Év   | Helyszín                      | Győztes                        | Második                                   | Harmadik                        | Pole-pozíciók                   | Leggyorsabb körök              |
| ---- | ----------------------------- | ------------------------------ | ----------------------------------------- | ------------------------------- | ------------------------------- | ------------------------------ |
| 2014 | Punta del Este Street Circuit | Sébastien Buemi e.dams Renault | Nelson Piquet, Jr. China Racing           | Lucas di Grassi Audi Sport ABT  | Jean-Éric Vergne Andretti       | Daniel Abt Audi Sport ABT      |
| 2015 | Punta del Este Street Circuit | Sébastien Buemi Renault e.dams | Lucas di Grassi ABT Schaeffler Audi Sport | Jérôme d’Ambrosio Dragon Racing | Jérôme d’Ambrosio Dragon Racing | Sébastien Buemi Renault e.dams |
| 2018 | Punta del Este Street Circuit | Jean-Éric Vergne Techeetah     | Lucas di Grassi ABT Schaeffler Audi Sport | Sam Bird DS Virgin Racing       | Jean-Éric Vergne Techeetah      | José María López Dragon Racing |